# Рихтерс, Эдгарс
Э́дгарс Ри́хтерс (латыш. Edgars Rihters; род. 6 июня 1887 года в Риге, Российская империя — ум. 16 марта 1931 года в Риге, Латвия), известный также как Эдгар Рихтер — российский, впоследствии латвийский спортсмен-велогонщик.

## Биография, карьера
Выступал в составе елгавского велоклуба «Unions Jelgava».
В 1912 году принимал участие в летних Олимпийских играх в Стокгольме, где выступал за сборную Российской империи в шоссейной гонке на дистанции 320 километров (в индивидуальном и командном зачетах) . Сошёл с дистанции.
Умер 16 марта 1931 года в Риге.